# Schwabenheim (Dossenheim)

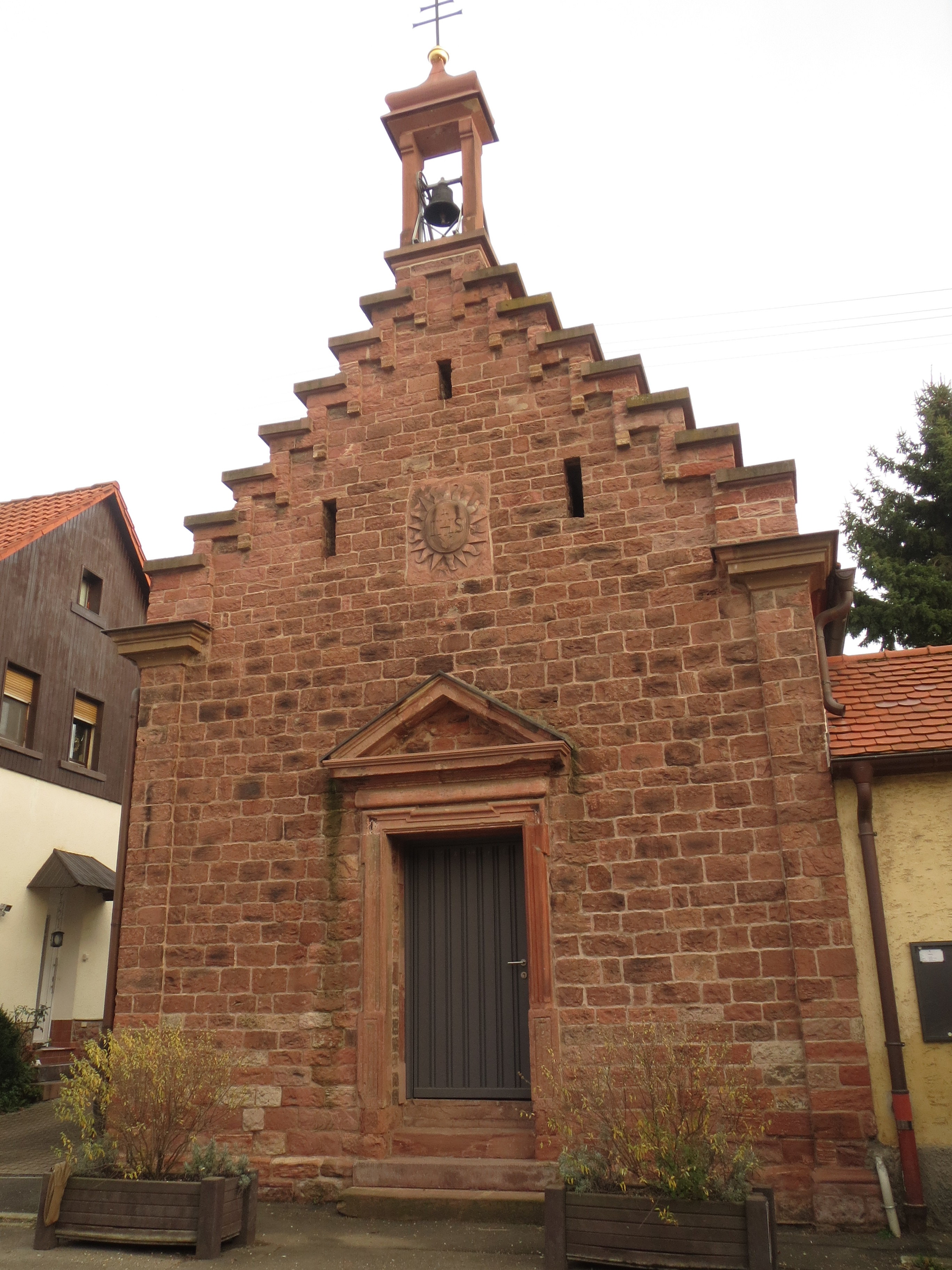
Die 1726 erbaute Kapelle Schwabenheims

Der Weiler Schwabenheim (auch Schwabenheimer Hof) ist ein Ortsteil der Gemeinde Dossenheim im Rhein-Neckar-Kreis (Baden-Württemberg).

## Geographie
Schwabenheim liegt in der östlichen Oberrheinischen Tiefebene am Neckar. Das Gebiet rund um den Weiler wird überwiegend landwirtschaftlich genutzt, während in der gesamten Gemeinde Dossenheim landwirtschaftliche Flächen nur rund 32,1 Prozent der Gemarkung ausmachen.
Nur wenige hundert Meter flussaufwärts liegt die Schleuse Schwabenheim, an der die dort aufwärts in den Seitenkanal Wieblingen einfahrenden Schiffe um 8,7 Meter angehoben werden. Etwa einen halben Kilometer im Nordosten führt die ehemalige Römerstraße nach Ladenburg vorbei, dem Lopodunum der Römerzeit. Gegenüber von Schwabenheim auf der linken Neckarseite liegt Edingen.

## Geschichte
Die Bergstraße ist ein sehr altes und begehrtes Siedlungsgebiet und man findet dort viele Reste einer frühen Besiedlung, so auch im Bereich Dossenheims und Schwabenheims. Mit der Eroberung der Gebiete östlich des Rheins durch die Römer wurde in der Nähe Schwabenheims im Bereich der Burg Schwabeck eine militärische Anlage errichtet.
Erstmals urkundlich erwähnt wurde Schwabenheim im Juni 763 in einer Schenkung an das Kloster Fulda, als ein Waluram seinen Schwabenheimer Besitz stiftete. Unter den Zeugen erscheint ein Sigewin, der auch bei den ersten Erwähnungen der umliegenden Orte Dossenheim und Handschuhsheim in den Folgejahren im Lorscher Codex eine Rolle spielt. Reich begütert ist in den darauffolgenden Jahrhunderten vor allem das Kloster Lorsch.
Über die flussaufwärts liegende Burg Schwabeck ist nur wenig bekannt, sie war wohl ein Lehen des Domstift Worms, das ebenfalls Besitz in Schwabenheim hatte. Die dort sitzenden Adligen, die vermutlich Wasserzoll vom Schiffsverkehr auf dem Neckar nahmen, nannten sich von Schwabenheim. Ein Cunradus Suabenheim erscheint 1217 in einer Urkunde des Klosters Schönau. Im frühen 14. Jahrhundert war die Burg Sitz der Herren von Erligheim. Hans von Erligheim verkaufte 1515 Vogtei und Burg zu Schwabenheim an Heinrich VII. von Handschuhsheim.
Im Hochmittelalter wurde das alte Dorf Schwabenheim aufgegeben. Dies geschah wahrscheinlich durch das Zisterzienserkloster Schönau, das zu dieser Zeit mit dem Besitz ausgestattet war; bei anderen Niederlassungen des Klosters lässt sich Ähnliches verfolgen. Auch waren Dorf und Burg wohl schon seit Bestehen von Neckarhochwassern bedroht; die Burg wurde schließlich im 16. Jahrhundert durch Eisgang und Hochwasser zerstört. Rund 700 Meter vom alten Dorf entfernt entstanden die bis in die Gegenwart besiedelten Hofgüter, der Schwabenheimer Hof.
Nach dem Aussterben der Herren von Handschuhsheim im Jahr 1600, die zuletzt rund drei Viertel der Schwabenheimer Gemarkung teils als Eigenbesitz, teils als Lehen besessen hatten, gab es komplizierte Besitzverhältnisse und langen Rechtsstreit zwischen der Kurpfalz und dem Domstift Worms. 1701 verzichtete das Domstift auf seine Lehenshoheit und die Kurpfalz gelangte in den Besitz der Lehensgüter. Mit der Auflösung der Kurpfalz 1803 gelangte Schwabenheim, wie die Nachbarorte auch, an Baden.
Ab Ende des 19. Jahrhunderts gab es Bestrebungen, Schwabenheim als eigenständige Gemeinde aufzulösen. Am 1. Januar 1925 wurde die Eingemeindung nach Dossenheim vollzogen.
Bei der Neckarkanalisierung in den 1920er Jahren wurden Überreste des alten Dorfes aufgefunden, gleichzeitig verschwanden die letzten Überreste des Burgfundaments. 1953 wurde die von 1923 bis 1925 errichtete Schleuse Schwabenheim um eine zweite Schleusenkammer erweitert. Auf der Neckarinsel zwischen der Schleuse und dem Kraftwerk wurde ab 1922 die Siedlung Windhof errichtet.

## Kultur und Sehenswürdigkeiten

### Sehenswürdigkeiten
Die Kapelle Schwabenheims wurde im Jahr 1726 durch das Kloster Neuburg errichtet, genau wie das dazugehörige Hofgut.

### Natur
An der Schleuse Schwabenheim läuft der Altneckar bei Wieblingen mit dem Seitenkanal wieder zusammen. Der Altlauf ist Teil des rund 550 ha großen Natur- und Landschaftsschutzgebiet Unterer Neckar.